# 237
| [ Edytuj tabelę ] |                         |
| Władca Korei      | - 227 Tongch’ŏn 248     |
| Papież            | - 236 Fabian 250        |
| Król Persji       | - 224 Ardaszir I 241    |
| Cesarz Rzymu      | - 235 Maksymin Trak 238 |

Rok 237 / CCXXXVII
stulecia: II wiek ~
III wiek ~
IV wiek

lata: 227 «
232 «
233 «
234 «
235 «
236 «
237
» 238
» 239
» 240
» 241
» 242
» 247

## Urodzili się
- Filip II, syn cesarza Filipa Araba (zm. 249).

## Zmarli
- Kastyn, biskup Bizancjum.
- Mao, chińska cesarzowa.